# Charl Schwartzel
Charl Adriaan James Lindsay Schwartzel (Johannesburg, 31 agosto 1984) è un golfista sudafricano.
Dopo aver debuttato molto giovane da professionista nel Sunshine Tour e nell'European Tour, nel 2011 ha ottenuto per la prima volta la card per disputare il PGA Tour.
Nell'aprile 2011 si è imposto per la prima volta in uno dei grandi tornei major, vincendo il Masters con due colpi di vantaggio sugli australiani Adam Scott e Jason Day.
Complessivamente in carriera ha vinto 8 tornei professionistici.